# Monqui Indijanci
Monquí, pleme američkih Indijanaca porodice Guaycuran nastanjeno nekada uz obalu zaljeva Gulf of California u meksičkoj državi Baja California Sur. Teritorij Monquia nalazio se u blizini Loreta, južno od plemena Didú i istočno od plemena Laymon. Monqui su bili lovci i sakupljači, vjerojatno organizirani po autonomnim lokalnim bandama. O njima se prvi puta saznaje dolaskom misionara Juan María de Salvatierra, koji utemeljuje misiju u Loretu. Nestali su. 